# Тихонова Наталія Володимирівна
Ната́лія Володи́мирівна Ти́хонова (нар. 1990) — українська біатлоністка.

## З життєпису
Проживає в місті Глухів. Дебютувала на Чемпіонаті світу 2008 року з біатлону серед юніорів у Рупольдінгу, де посіла 62-е місце в особистому заліку, 47-ме в спринті, 45-те в переслідуванні та дев'яте в естафеті. Виступала на Чемпіонаті Європи з біатлону 2011 року і була 41-ю в особистому заліку та 45-ю в спринті. Цього ж року на літньому чемпіонаті світу з біатлону (в Нове Место-на-Мораві) брала участь у гонках серед юніорів і була 31-ю в спринті.
У сезоні 2011/2012 років дебютувала в Кубку IBU і була в першому особистому заліку 48-ю. Свої перші очки вона здобула пізніше в сезоні — 30-те місце у спринті в Обертілліяху, де також фінішувала восьмою в першій змішаній естафеті з Юлією Джімою, Віталієм Кільчицьким та Артемом Примою.
Перший тренер Тетяни Продан.